# Hecheln
Hecheln ist ein schnelles Atmen bei stark erhöhter Atemfrequenz mit Brustatmung. 

## Beschreibung
Bei der Hechelatmung wird im Vergleich zur normalen Atmung pro Atemzug ein größerer Anteil der Luft nicht für den Gasaustausch in der Lunge verwendet, sondern die gleiche Luftmenge wird bei den verkürzten Atemzügen häufiger in den Atemwegen auf und ab bewegt. Dadurch vergrößert sich der physiologische Totraum sowohl in den oberen Atemwegen als auch in der Lunge. Das Atemvolumen pro Atemzug ist verringert, aber durch die höhere Atemfrequenz verändert sich das insgesamt ein- und ausgeatmete Luftvolumen kaum. 

## Wirkung auf die Thermoregulation
Durch das häufigere Entlangstreichen der Luft an den Schleimhäuten der oberen Atemwege und der Zunge verdunstet mehr Feuchtigkeit. Durch den Übergang des flüssigen Wassers in den gasförmigen Aggregatszustand wird der Umgebung Wärme entzogen und an die Luft abgegeben. Die so entstehende Verdunstungskälte senkt die Temperatur der Schleimhäute und der angrenzenden Gewebe. Das Blut in den Kapillaren wird gekühlt, so wird auch die Bluttemperatur in den zum Gehirn führenden Blutgefäßen gesenkt.
Für viele Säugetiere, zum Beispiel bei Hunden, ist das Hecheln ein wichtiger Bestandteil der Thermoregulation und ein Ersatz für das Schwitzen, das bei ihnen aufgrund der geringen Anzahl von Schweißdrüsen nur eingeschränkt möglich ist. Beim Hund wird bei steigenden Temperaturen an der Nasenmuschel mehr Flüssigkeit zur Verdunstung abgegeben. Das Hecheln hat den physiologischen Vorteil, dass dabei anders als beim Schwitzen keine Elektrolyte abgegeben werden. Mit auffällig erhöhter Häufigkeit hecheln Hunde, die am Brachycephalen Syndrom leiden.

## Atemtechnik für Gebärende
Von dem früher empfohlenen absichtlichen "Hecheln" als einer von gebärenden Frauen nach Anleitung der Hebamme angewandten Atemtechnik mit Brustatmung, die in bestimmten Phasen der Geburt den Geburtsvorgang erleichtern sollte, wird heute abgeraten, weil es zu Hyperventilierung führen kann.